# آرمان تروسو
آرمان تروسو (فرانسوی: Armand Trousseau‎؛ ‏ ۱۴ اکتبر ۱۸۰۱ – ۲۳ ژوئن ۱۸۶۷) پزشک و متخصص داخلی اهل فرانسه بود.
نام او امروزه با نشانه تروسو در بدخیمی، تست تروسو و «اجسام تروسو-لالومان» گره خوده و این توصیه را که «تا فرصتِ اثر هست، تجویز دارو را به‌سرعت شروع کنید» به او نسبت می‌دهند، هرچند «میشل-فیلیپ بووار» ۴۰ سال پیش‌تر، همین حرف را زده بود.
تروسو نقش مهمی در ابداع درمان‌های جدید برای خروسک، آمفیزم، پلورزی، گواتر و مالاریا داشت. او نخستین کسی بود که در کشور فرانسه، تراکستومی انجام داد. او ابداع‌کنندهٔ واژه «آفازیا» بود و در نامگذاری نام‌های بیماری آدیسون و لنفوم هاجکین هم نقش داشت. وی همچنین مخترع «گشادکنندهٔ تراکئال تروسو» است که نوعی فورسپس، جهت دسترسی آسان به روزنه هوایی تراکستومی است.
فرزند او ژرژ فیلیپ تروسو پزشک مخصوص دربار «پادشاه هاوایی» و نوه‌اش «آرمان آنری تروسو» یک چشم‌پزشک (۱۸۵۶–۱۹۱۰) مشهور بود.
وی همچنین برندهٔ جوایزی همچون لژیون دونور شده‌است.